# Eloy Gutiérrez Menoyo
Eloy Gutiérrez Menoyo, né le 8 décembre 1934 à Madrid et mort le 26 octobre 2012 à La Havane, participe à  la révolution cubaine contre Fulgencio Batista. Après la victoire en 1959, il s'oppose au gouvernement de Fidel Castro lorsque celui-ci met en place un régime communiste.
Il s'exile en 1961, devient membre de l'organisation anticastriste Alpha 66 et rejoint la rébellion de l'Escambray en 1964. Arrêté il est condamné à mort, peine commuée en 30 ans de prison. Libéré en 1986 après une intervention de Felipe González, il revient à Cuba, s'y installe définitivement en 2003 et milite pour une démocratisation du régime.

## Biographie
Eloy Gutiérrez Menoyo est né à Madrid le 8 décembre 1934 dans une famille républicaine. Son père Carlos Gutiérrez Zabaleta, est médecin et militant socialiste. Lors de la guerre d'Espagne, il s'engage dans l'armée républicaine. Son frère aîné, José Antonio, est tué lors de la bataille de Majadahonda. Après la défaite, ses parents se réfugient en France. Un autre de ses frères, Carlos, rejoint la Résistance et la Division Leclerc pour libérer Paris. En 1945, la famille s'installe à Cuba.
Eloy Gutiérrez Menoyo rejoint le Directoire révolutionnaire 13 mars (organisation urbaine qui luttait contre Batista) mais s'en sépare en raison de l'orientation politique à gauche du Directoire, et fonde le « Second Front de l'Escambray ». Selon le journaliste Pierre Kalfon, il est hostile à Fidel Castro et anticommuniste, il reçoit des financements de l'ancien président cubain Carlos Prío Socarrás mais « ne se prive pas pour autant de rançonner des paysans ».
Après la fuite du dictateur Fulgencio Batista le 1er janvier 1959, Eloy Gutiérrez Menoyo et ses troupes arrivent à La Havane le 3 janvier, quelques jours avant que Fidel Castro ne pénètre dans la ville avec sa propre armée. Eloy Gutiérrez Menoyo n'a pas obtenu de poste dans le gouvernement de Fidel Castro, et plus tard a déclaré qu'il n'en avait pas souhaité. Il a conservé le rang de commandant grade le plus élevé à Cuba à l'époque. Ses troupes sont intégrées à la nouvelle armée cubaine. En 1959, il est salué comme l'exemple de « la fidélité » et de « la vigilance» , il est nommé citoyen d'honneur de Cuba. Comme l'Argentin Che Guevara, il obtient la nationalité cubaine. Il participe au premier déplacement officiel de Fidel Castro en l'accompagnant au Vénézuéla.
Ultérieurement, en désaccord avec les orientations pro-communistes de Fidel Castro, Eloy Gutiérrez Menoyo et une douzaine de partisans militaires et civils décident de se réfugier aux États-Unis en janvier 1961. Il s'installe à Miami et forme une organisation pour renverser Fidel Castro, il s'agit d'Alpha 66. Toutefois il ne participe pas à l'invasion de la Baie des Cochons en avril 1961. Son organisation devient l'un des plus grands groupes exilés anticastristes. Pour Eloy Gutiérrez Menoyo, Fidel Castro est un tyran pire que le précédent.
En décembre 1964, déterminé à instaurer une démocratie à Cuba, il retourne dans le pays pour participer à une guérilla anticastriste (Rébellion de l'Escambray). Il est rapidement arrêté par les forces gouvernementales. Après un procès expéditif, il est condamné à mort. Sa peine est par la suite commuée en 30 ans de prison et il restera 22 ans dans les geôles cubaines. Il y subira des sévices et restera handicapé. Un interrogatoire d'Eloy Gutiérrez Menoyo par la Sécurité d'État cubaine est retransmis par la télévision. Il se décrit comme seul au milieu d'un monde paysan hostile, poursuivi par des ouvriers qui s'arment contre lui et sa bande, il dénigre Manuel Artime le responsable de playa Giron. Quand il est libéré 22 ans plus tard, il indique que cette auto critique lui a été arrachée par Fidel Castro afin d'éviter à ses compagnons d'armes d'être fusillés.
Il doit sa libération en 1986 à l'intervention du socialiste Felipe Gonzalez, Président du gouvernement d'Espagne, auprès des autorités castristes. Il se réfugie en Espagne en 1986 puis rejoint Miami aux États-Unis.
Après sa libération, il retourne à Cuba à plusieurs reprises. En 1995, il rencontre Fidel Castro et essaye de le convaincre d'engager des changements démocratiques mais sans succès. Après plusieurs visites, il décide de rester définitivement à Cuba en 2003. Il déchire son passeport. Les autorités cubaines refusent de lui fournir des papiers d’identité.
Il est mort à La Havane en octobre 2012 et laisse un « texte testament » attestant de ses combats perdus : « Le caractère éthique du processus de 1959 est devenu inexistant. Cette révolution n’a plus de sens moral. Le Cubain a perdu peu à peu son essence. Il survit dans la dissimulation et cet étrange phénomène, le double langage. La Constitution ne fonctionne pas. Le système juridique est une blague. La division des pouvoirs n’est même pas une chimère. La société civile est, comme le progrès, un rêve ajourné pendant un demi-siècle ».

### Note
1. ↑  Au côté de l'Argentin Che Guevara et de l'Américain William Alexander Morgan il est le troisième commandant de la Révolution cubaine d'origine étrangère.